# 馬蒙 (阿拔斯哈里發)
阿布·阿拔斯·阿卜杜拉·马蒙·本·哈伦·本·穆罕默德·本·阿卜杜拉（阿拉伯语：‎，786年9月14日—833年8月9日），一般简称马蒙（或译麦蒙、迈蒙等，阿拉伯语：‎），阿拉伯帝国阿拔斯王朝的第七代哈里发（813年－833年在位），哈伦·拉希德的次子，阿明之弟，与其父哈伦并称为阿拔斯王朝最著名的两位哈里发。他在位时主要的贡献是对文化和艺术的赞助，并开展了阿拉伯和世界历史上著名的“百年翻译运动”，从而使阿拔斯文化和整个阿拉伯伊斯兰文化进入了鼎盛时期。

## 生平
父亲哈伦·拉希德在世的时候，异母兄长阿明为王储，马蒙为第二王储。809年，父亲逝世，阿明继位，废除马蒙储君之位，立自己的儿子为储。随之内战爆发。最终受波斯人拥戴的马蒙在813年9月攻占巴格达，杀死兄长，成为第七任哈里发。
此人原名阿卜杜拉，与786年9月13日出生于巴格达，父亲是哈伦拉希德，母亲则是侍妾Marajil，他出生的那一晚被称为“三个哈里发之夜”，是夜他的叔叔哈里发哈迪去世，他的父亲哈伦拉希德继任成为阿拔斯哈里发。他的母亲生他不久后便去世了，于是阿卜杜拉是由哈伦拉希德出身高贵的妻子祖拜达（哈里发曼苏尔的孙女）抚养成人。阿卜杜拉作为年轻的皇子，自小便接受了全面的教育：著名的学者阿尔基塞教授他古典阿拉伯语，阿布穆罕默德·雅兹迪负责教授他阿达布（即伊斯兰文学），同时他还接受了音乐和诗歌方面的指导。教法学家阿尔哈桑·阿尔卢卢伊负责训练他如何应用伊斯兰教法，使阿卜杜拉在哈乃斐学派和圣训的使用方面尤为出色，并成为该学派的积极传播者。根据M·Rekaya的说法，马蒙的特点便是对知识的热爱，使其成为阿拔斯家族中最有学识的哈里发，而这也使得他治下的帝国国力增长。
作为长子阿卜杜拉并未被选为第一继承人。相反，在794年，哈伦·拉希德任命了他的次子穆罕默德，即祖拜达在787年4月所生的儿子，作为继承人。这一决策很可能是受到了阿拔斯宗族的压力。穆罕默德以其父母均为阿拔斯家族成员的血统而著称，实际上，他是唯一具有这样纯粹血统的哈里发。穆罕默德被赋予“阿明”（意为“可信者”）的称号，并先后在呼罗珊和巴格达接受了其监护人巴尔马克·阿尔法德尔·伊本·叶海亚的效忠。阿卜杜拉在达到适龄后，被认定为第二继承人。799年，他被赋予“马蒙”（同样意为“可信者”）的称号，并接受了他的监护人巴尔马克·雅法尔·伊本·叶海亚的效忠。此外，哈伦·拉希德还设立了第三继承人卡西姆，赐予“穆塔明”之名，其监护人为阿卜杜·阿尔马利克·伊本·萨利赫。
802年，当哈伦拉希德和阿拔斯政府的高官前去麦加朝圣的时候，他们草拟并公布了一些安排，首先阿明将会作为哈伦拉希德的继承人呆在巴格达，马蒙则维持作为阿明的继承人去统治扩张后的呼罗珊地区。这个安排意义重大，因为呼罗珊是当初阿拔斯的龙兴之地，并在阿拔斯治下诸地区之中具有特权的地位。此外，阿拔斯也极为依赖呼罗珊出身的将领和官僚。很多随着阿拔斯哈里发们西征的原呼罗珊阿拉伯军人都在新朝建立后在巴格达或者其余的伊拉克地区被赐予大型庄园，而他们也成为朝廷的精英骨干，他们形成的集团被称作“阿卜那·阿尔道莱”（即“国家之子”之意）。伊朗元素在阿拔斯王朝的最上层大规模出现，巴尔玛克家族便是这其中的代表，他们也和母亲出身于东伊朗的马蒙的这次任命之间有着千丝万缕的联系。历史学家塔巴里记录了当时协议的详细，哈伦拉希德给予了作为呼罗珊总督的马蒙相当高的自治权。不过后世的历史学者也说法认为这些历史细节作为合法化马蒙之后行径的理由，已被他的辩护者们扭曲了。而哈伦拉希德的第三继承人穆塔明则获得了原东罗马帝国的上美索不达米亚和叙利亚地区的管辖权。
两兄弟之争很快便产生了极为重要的影响，哈里发一行人于803年一月刚返回巴格达，便大肆逮捕巴尔玛克家族成员，该家族的倒台使得阿拔斯的精英大为震惊。巴尔玛克家族在出事前的过于强大已经成为哈里发的眼中钉肉中刺，而另一方面这个家族的倒台也同样和继承问题息息相关：阿拉伯军人集团阿卜那站在阿明一侧，而巴尔玛克家族的后台则站队马蒙，两个阵营的敌对性日趋攀升，如果阿明要想顺利继位，那么其父必须要铲除巴尔玛克家族的影响。
阿尔·法德勒·伊本·萨赫勒是个出身于库法的伊朗裔，他的父亲皈依了伊斯兰教并开始为巴尔玛克家族效劳，而他之后也在取代了雅法尔成为马蒙的监护人与导师。806年还成为了马蒙的私人秘书（Katib），这意味着如果马蒙上台的话，他就会成为这个帝国的维齐尔。804年马蒙迎娶了他的表妹，哈里发哈迪的女儿乌姆·伊莎，夫妇俩育有二子：穆罕默德·阿尔阿斯加和阿卜杜拉。巴尔玛克倒台后的数年里帝国的行政集权程度日趋攀升，阿卜那集团的影响力也随之愈发强大，该集团内的众多人被派去各个省份作为当地的长官，帮助巴格达的中央更紧密地控制该地区。而这使得这些省份骚动孳生，呼罗珊地区尤以为甚，当地的精英和阿卜那集团的人员素有嫌隙，二者在对地区及其附属的税收上长期保持竞争。阿卜那的核心成员阿里·伊本·穆萨·伊本·马汉在当地施加的苛税使得拉菲·伊本·阿尔莱特宣布起义，迫使哈伦拉希德在马蒙和大内侍（Hajib）和首席长官阿尔法德勒·伊本·阿尔拉比的陪同下在808年前往呼罗珊。马蒙率先领着部分军队前往木鹿，而哈伦则留在图斯，并在809年3月24日与世长辞。

### 阿拔斯大内战
802年，两位皇子的父亲，哈伦拉希德钦定阿明接替他的哈里发的位置，马蒙则作为呼罗珊的长官以及阿明的继承人。在哈伦生前最后数日，他的身体境况江河日下，在梦中看到穆萨·伊本·雅法尔（即什叶派第七任伊玛目穆萨·卡齐姆）坐在房间内祈祷并哭泣，这令哈伦想起自己过去上位时所经历的艰辛。他很了解自己两个儿子的性格，但是为了阿拔斯宗族的利益，他召集了群臣，并向他们吐露想要将哈里发给马蒙的想法。群臣之一的法德勒·伊本·拉比并未遵从哈伦的遗愿，并告诸众人哈里发的遗愿未变。但另外三位朝臣，伊萨·雅鲁迪,阿布·玉努斯和伊本·阿比·乌姆朗则遵从老哈里发的遗愿向马蒙效忠。他们发现了法德勒论据中的漏洞，使得法德勒改换说辞承认哈伦改换主意同意马蒙继任。但是法德勒认为，哈伦拉希德此时已意识不清，他的决策不应被执行。马蒙虽是二子中的长子，但是马蒙的母亲只是个波斯女人，而阿明的母亲出身统治这个帝国的皇族。在哈伦809年逝世之后，二子之间的关系急剧恶化。为了应对马蒙可能会采取的独立的行动，阿明宣布自己的二子穆萨作为帝国的继承人，直接违反了哈伦拉希德的遗嘱，而这直接引爆了继承权之争。811年阿明在巴格达集结了一支由阿里·伊萨·伊本·马汉为主将的大军，军队向呼罗珊进发。而马蒙的将领塔希尔·伊本·侯赛因在剌夷歼灭了这支部队并反击入侵伊拉克，在812年巴格达遭遇围攻，而在813年巴格达陷落，阿明被斩首，马蒙成为无可争议的哈里发。

### 与吐蕃的戰爭
因810年吐蕃曾袭击阿拔斯王朝，马蒙当上哈里发第一件事就是反击吐蕃。814年阿拔斯王朝对吐蕃的瓦罕走廊和小勃律，将一名吐蕃指挥官和藏族骑兵虏回巴格达。

### 帝国内部的冲突
在马蒙开始统治的头几年，伊拉克发生了动乱，而当时的哈里发人在木鹿。815年11月13日，“美男子”穆罕默德·伊本·雅法尔·阿尔萨迪克（第六任什叶派伊玛目雅法尔·萨迪克之子，第七任伊玛目之弟）在麦加宣称自己是信士的长官，而他很快便被击败并退位，对外宣称他是在听闻马蒙去世后才成哈里发的。当时的巴格达有如无政府状态，众多野心家各怀鬼胎。
伊斯兰历201年（817年），马蒙迫使阿里·阿尔里达（伊玛目礼萨，穆罕默德八世孙）从麦地那迁居到木鹿。对于阿拔斯宗族的众位要人而言并不是很能接受这种做法，毕竟马蒙的这个行为也被认为是出于恐惧众人对圣裔的遭遇产生同情。但实际上马蒙的计划则是监视伊玛目礼萨，不过他的计划并没有成功，因为伊玛目在木鹿城也深孚人望。来自穆斯林世界的众人纷纷去木鹿城拜见先知的后裔，聆听他的教诲与指导。
马蒙之后设立了一场全穆斯林世界的学者们组成的大辩论会，并在会上狠狠地羞辱了伊玛目，但伊玛目仍获得了辩论的胜利并指责马蒙和他的维齐尔(法德勒·伊本·萨赫勒)并没有告诉他相应的情况。在巴格达，人们听到法德勒散布的流言，认为马蒙有可能会下台，便在法德勒的牵线下与马蒙的叔叔易卜拉欣·伊本·马赫迪结盟。在818年4月12日，马蒙出发前往巴格达，在图斯他首先先拜访了他父亲的坟墓。马蒙对群众对礼萨伊玛目的广泛支持以及对他的维齐尔的背叛行为感到困扰，为了获得阿拔斯宗族的支持以及在巴格达建立全新的统治基地，马蒙决定毒杀阿里·阿尔里达并谋杀法德勒·伊本·萨赫勒。在伊斯兰历203年色法尔月最后一天，礼萨伊玛目去世，被葬在哈伦拉希德的墓旁。他的死引起了呼罗珊的大叛乱，马蒙试图为自己开脱罪责，但没有成功。

### 来到巴格达后
根据历史学家塔巴里的说法，马蒙与819年8月11日进入巴格达，他穿着绿色的衣服，并尝试让其他人也仿效，但被人们告知这么做会引起民众对绿色的反对，因此他于8月18日恢复了穿着传统代表阿拔斯家族的黑色的命令。巴格达虽然恢复了和平，但是其他地方则引发了骚乱。伊斯兰历210年（即825-826年）阿卜杜拉·伊本·塔希尔·胡拉萨尼
为马蒙安定了埃及的局势，从安达卢斯海盗手上收复了亚历山大港并平息了当地的动乱。于是安达卢斯的海贼们转向克里特，塔巴里说直到他说生活的年代，这群海盗的后代仍生活在那里，建立了克里特埃米尔国。阿卜杜拉在伊历211年（826-827年）带着被击败的叛军俘虏凯旋巴格达。
在伊历210年的库姆发生过一场抗税起义，而税率在叛乱平定后被大幅提高。伊历212年也门发生起义，214年将领阿布·拉齐在俘虏了一支叛军后死于另一支叛军之手。而埃及地区之后又再次陷入混乱，信度也发起了叛乱。伊历216年（831-832年）加桑·伊本·阿巴德将其制压。但对于马蒙来说最头疼的问题是由巴巴克·胡拉穆丁领导的胡拉米特派教徒的叛乱。伊历214年，巴巴克击溃了哈里发的军队，击杀其指挥官穆罕默德·伊本·胡马亚德。

### 与拜占庭的战争
当马蒙成为哈里发的时候，阿拔斯与拜占庭帝国的战争已经缓和至边境的冲突了，阿拉伯的军队只是深入安纳托利亚境内，掠夺战利品并掠取平民作为奴隶。然而情况随着米海尔二世的上台，情况再次发生变化。因为斯拉夫人托马斯的大叛乱，帝国只有少量军队留守克里特，却要对抗多达40艘船10000人的安达卢斯海盗，最终导致该岛在824年被占领。帝国在826年的反攻却以惨败告终。更糟的是827年盘踞突尼斯的阿格拉布埃米尔发兵攻打西西里岛，即便如此，帝国守军仍顽强抵抗，法兰克王国也派遣援军，埃米尔的军队惨敗，并且陷入了内讧。同年，阿拉伯人从西西里岛撤出，不过之后他们卷土重来。
829年，米海尔二世去世，他的儿子狄奥斐卢斯继位。狄奥斐卢斯在与其敌国的交锋中获得不同程度的胜利，但在830年，阿拉伯人再次攻打西西里，并经过一年的围攻后占领了巴勒莫，而接下来的200年间他们以此地作为基地，在与基督徒们的激烈交锋中逐渐蚕食帝国在西西里岛的剩余领土。830年，马蒙对安纳托利亚发动入侵并攻占一些拜占庭的堡垒，放走了投降了的拜占庭人。狄奥斐卢斯也毫不示弱，在831年攻占了塔尔苏斯。次年在听闻拜占庭杀死了1600战俘的消息后，马蒙做出了报复，东罗马帝国边境三十个堡垒落入哈里发的军队手中，双方军队两次在卡帕多西亚激战，马蒙惨胜。
于是狄奥斐卢斯写信给马蒙，而哈里发的回信说他已仔细考虑此事，信中包含着议和与贸易的提议，对战争的威胁，以及给狄奥斐卢斯的数个选项，包括了令皇帝接受改信伊斯兰以及缴纳战争税，然而遭到拒絕，双方战端再起。马蒙重整好了大军，却在远征泰安那（哈尔希安军区）的路上去世。
马蒙与拜占庭人的关系的特点在于他在翻译希腊哲学与科学文献方面的努力，哈里发在巴格达聚集了相当多的各种宗教的学者，并给予他们优渥的待遇。他派使者们去拜占庭帝国收集著名的手稿，并让人将其翻译成阿拉伯文，作为与帝国和平条约的一部分，马蒙每年都会收到帝国寄去的希腊文手稿，其中就有托勒密的名著天文学大成。

### 哈里发的统治
马蒙在美索不达米亚平原进行了两次旨在确定地面度数值的天文观测，而月球上的马蒙环形山就是为了表彰他对天文学的贡献而命名的。
马蒙在行政事务上的记录也标志着他在中央集权以及可控继承方面做出的努力。Bayt al-Hikma，即智慧之家，在他统治期间成立。在马蒙的统治时期宗教学者因反对其于833年所采取的米哈奈行动而成为了当时伊斯兰政治中的一股新兴力量。
Michael Hamilton Morgan在他所著的“失落的历史”中描述马蒙是一个“热爱学习之人”，作为哈里发他曾在一场战役中击败了拜占庭皇帝的军队，而他却向拜占庭皇帝索要了托勒密150年所著的《天文学大全》作为贡品。
米哈奈，即阿拉伯的宗教审讯，涉及到了信仰测试，忠诚宣誓以及监禁，以至于可与欧洲中世纪的宗教审判相媲美。受其压迫的大多为社会影响力高的传统宗教学者，而马蒙实行米哈奈的目的则是为了将宗教权力掌握在哈里发手中，并测试其治下臣民的忠诚。米哈奈必须由帝国的精英，学者，法官以及其他政府官员实行，审讯中包含了一系列神学相关以及信仰的问题。如果被审问者说他相信《古兰经》是被创造出来的，而并非与真主同在，他就可以自由离开，继续他的事业。
由于马蒙对穆尔太齐赖教派和其余有争议宗教观点的同情使得米哈奈的争议愈发剧烈。穆尔太齐赖教派深受亚里士多德的希腊理性主义的影响,认为信仰和实践的问题应该由理性来决定。这个观点与艾哈迈德·伊本·罕百里所抱持的传统主义和字面主义立场相悖, 根据这种立场，信徒需要了解的关于信仰和实践的一切都在古兰经以及圣训中逐字逐句地阐明。 此外穆尔太齐赖学者认为古兰经本身是被创造出来的,而非与真主本身共存,贾赫米派和部分什叶派都认同这一观点,但与传统逊尼派认为《古兰经》与真主共存的观点相矛盾.
在他的统治期间, 炼金术得到了极大的发展. 而炼金术的先驱是贾比尔·伊本·哈杨和他被马蒙赞助事业的学生优素福·卢卡瓦.虽然他在转化黄金的方面并不成功, 但他的方法极大地促成了后世对于合成药品生产的赞助.
马蒙同时也是制图学的先驱,他委托一大批天文学家和地理学家绘制了一幅世界地图。该地图目前被收藏在伊斯坦布尔托普卡帕宫博物馆内的百科全书中. 该地图显示了欧亚大陆和非洲大陆的大部分地区，并有明显的海岸线和主要的海.它描绘的是阿拉伯船长们所熟知的世界,这些帆船利用季风周期进行远距离贸易 (9世纪时，阿拉伯海商已到达中国广州)。 希腊人和罗马人的地图显示,他们对地中海这样的封闭海域很了解,但对地中海以外的广阔海洋却知之甚少.
虽然马赫迪宣称哈里发是伊斯兰教反对异端的保护者,并声称有能力宣布正统, 但伊斯兰世界的宗教学者认为马蒙在设立米哈奈的时候已经越界了.随着宗教学者们立场更加坚定并团结一致地反对米哈奈,米哈奈对他们的惩罚越来越难以执行.虽然米哈奈在另外两位哈里发的统治时期仍然存在,不过穆塔瓦基勒最终在848年放弃了它. 米哈奈的失败严重损害了哈里发的权威并使继任哈里发的官员们名声扫地. 但设立米哈奈本身的结果也会使得哈里发在乌理玛那边获得负面观感并失去他的宗教权威.
乌理玛和其教派在马蒙统治时期定义开始愈发分明,而遜尼派作为一种类似律法主义的教派—相应的特征也愈发清晰. 逊尼派和什叶派之间的教义差异开始变得更加明显. 艾哈迈德·伊本·罕百里,作为罕百里学派的创始人,在当时也因反对米哈奈而闻名.马蒙当时同时既反对也赞助知识分子的做法导致出现了关于世俗和宗教事务的重要讨论,智慧之家同时也成为希腊文和其他古籍翻译成阿拉伯文的重要中心. 这场伊斯兰文艺复兴刺激了对古希腊知识的重新探索并确保了这些文本在欧洲文艺复兴时期能够留存下来.
马蒙曾被哈伦拉希德任命为呼罗珊得总督,自他继承哈里发大位之后,马蒙指名塔希尔作为当地的总督效忠于他并为他提供军事上的援助. 此举很快让马蒙后悔不已, 塔希尔和他的家族在该地区的政治地位变得根深蒂固, 这与马蒙尝试中央集权加强哈里发权威的方针背道而驰.当马蒙尝试离间塔希尔和其余哈里发的政敌的时候,塔希尔王朝的崛起成为了哈里发的威胁.
马蒙在位期间因其妻子没有为其诞下任何子嗣而试图与其离婚.在哈里发能亲自选择法官之前他的妻子雇佣了一位叙利亚法官;该法官同情哈里发的妻,因此不批准离婚.自此事之后,之后的阿拔斯哈里发 不再结婚,更倾向于在后宫中寻找自己的继承人.
马蒙为了尝试争取什叶派穆斯林加入他的阵营,便指定第八代伊玛目阿里·里达作为他的继承人,如果阿里·里达能够比他活得久的话.大多数的什叶派穆斯林都意识到,阿里·里达年龄太大根本没有办法活过马蒙,故马蒙的做法被认为是个空洞的承诺;但实际上,是马蒙在818年毒杀了阿里·里达.这一事件进一步疏远了什叶派与阿拔斯王朝的关系,他们被阿拔斯所建立的哈里发国既承诺过又否定过.
阿拔斯王朝在马蒙统治时期是有所发展的. 信德地区的印度教叛乱被弹压,阿富汗大部分地区随着喀布尔当地的领导人的投降而被纳入阿拔斯境内.伊朗的山区被纳入阿拔斯中央政府的严密控制之下,略北的突厥斯坦地区也同样如此.
832年,马蒙率领大军进入埃及镇压了最后一次巴什穆尔科普特教徒大起义.在那里他也下令进入吉萨胡夫金字塔寻找知识和宝藏.他在入口附近的地方挖掘地道进入大金字塔.由此产生的通道,后来被命名为"强盗隧道"同时也是如今游客进入金字塔的路径.

### 个人特征
塔巴里(v. 32, p. 231)于其文中描述说马蒙身高与常人无二,皮肤白皙,英俊潇洒,留着长长的胡须,随着年龄加涨他的胡须也逐渐变深. 他讲述了有关哈里发的轶事,包括他无需准备就能言简意赅,侃侃而谈的能力;他的慷慨,他对先知和宗教的尊重;他的节制感,正义感和对诗歌的热爱;以及对肌肤之亲的渴求.
伊本-阿卜杜拉比在他的著作独特的项链(al-'iqd al-Farid)中借鉴了早期的资料,对 马蒙做了类似的描述,说他肤色浅淡且有一头金发,留着细长的胡须,还有窄窄的额头.

### 家庭
马蒙有一个正式的妻子乌姆·伊莎, 他的叔叔哈迪的女儿,他在18岁时娶了她.她为他生了两个儿子,穆罕默德和阿卜杜拉.马蒙此外还有许多妻妾. 其中一位嫔妾桑杜丝为他产下五个儿子,其中就包括了小阿拔斯,他在马蒙的统治末期成为阿拔斯王朝的高级军官和王位觊觎者.

### 逝世
塔巴里(v.32, pp. 224–231)叙述了833年8月9日那天,马蒙坐在河岸上告诉与他在众人这里有多好的水,同时他还问什么东西和这水最配,有人告诉他一种特殊的椰枣和这水最配.他注意到有补给的到来,于是他便请人去检查补给品中是否有这种枣子.他认为如果有的话,那么便可以邀请众人配着水一起吃枣.这之后所有这样做的人都病倒了,其他所有人都康复了,而马蒙却去世了.他鼓励他的弟弟穆阿台绥姆继续执行他的政策,同时不要给人民带来超过他们所能承受的负担.
马蒙在塔尔苏斯附近去世.该城最主要清真寺里(塔尔苏斯大清真寺)内有他的陵墓.他的儿子, 阿拔斯·伊本·马蒙并没有继位,而是由他的弟弟穆阿台绥姆继承他的事业.

### 留给后世的遗产
阿尔马农环形山是一个位于月球中南部崎岖不平的高原上的月球上的撞击坑.而它正以阿拔斯哈里发及天文学家马蒙命名.

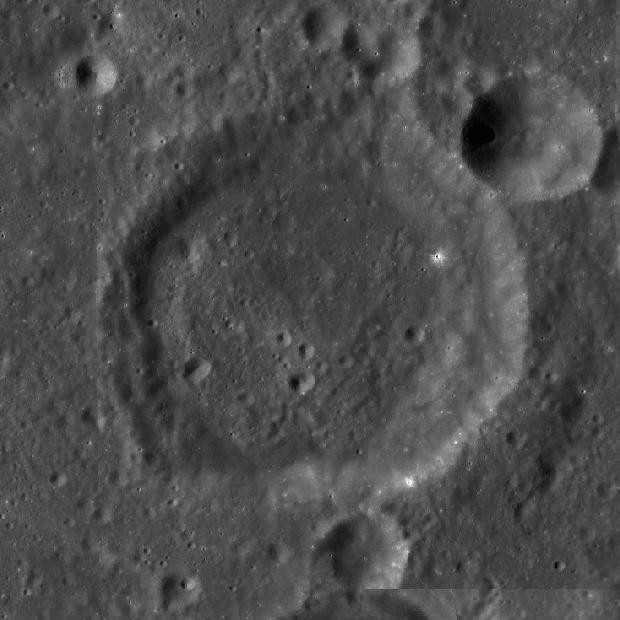
阿尔马农环形山的图片

这个环形山在阿布·菲达环形山的东南面,以及在较小的基伯陨石坑的东部面. 并与艾布·菲达链坑 形成了一条直线,一直延伸到210公里外的阿尔泰断崖.

### 宗教上的理念

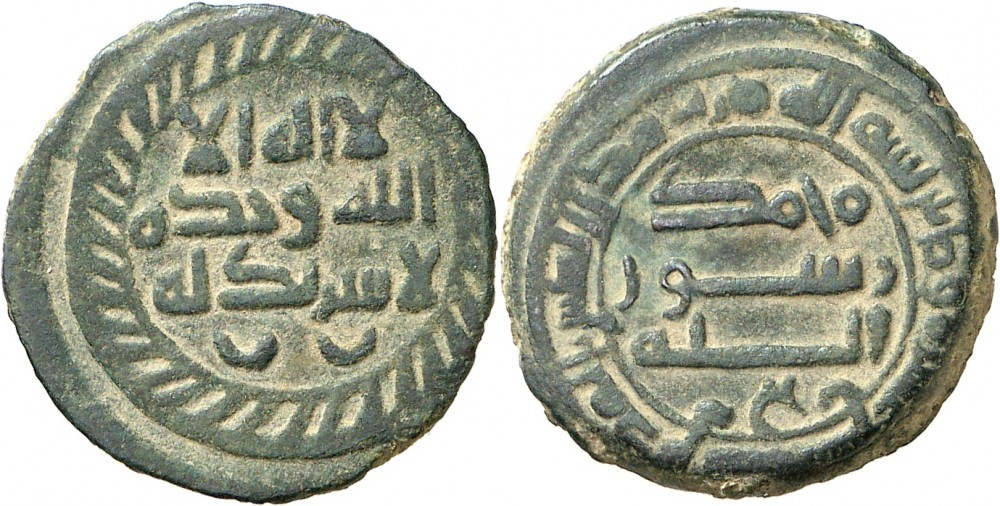
马蒙时期的法尔铜币。伊历199-218/公元813-833年间统治。该币于伊历217年/公元832年在耶路撒冷铸造。在Umayyad Caliphate统治时期 耶路撒冷一般使用其罗马时期的名字,即Iliya Filastin(阿拉伯语中巴勒斯坦的意思),但自马蒙统治时期便开始使用伊斯兰教的名字即al-Quds(意为“圣城”)

马蒙的宗教信仰素来具有相当的争议,以至于其他阿拔斯家族的哈里发,以及后世一些伊斯兰学者都认为他是什叶派穆斯林。比如说,逊尼派学者 阿尔·达哈比, 伊本·卡希尔, 伊本·赫勒敦 和阿尔·苏尤提明确认为马蒙是什叶派教徒。他们所谓的什叶派的论据包括,816/817 年,当先知的后裔阿里·里达拒绝被指定为唯一的哈里发之时, 马蒙便正式指定他为自己指定的继承人.同时在阿拔斯官方铸造的货币上,货币上的描述显示马蒙为哈里发,而阿里·里达则为其继承人. 还有的论据包括:阿拔斯的官方色调的黑色被改成了代表先知的绿色;伊历210/公元825年,马蒙写信给麦地那的统治者屈塔姆·雅法尔,要求他将法达克地区交还给穆罕默德之女法蒂玛的后裔;他还恢复了临时婚姻制度,这个制度被哈里发欧麦尔禁止,但在默罕默德和阿布·伯克尔时期仍有实行;伊历211/公元826年,马蒙对那些赞美穆阿维叶一世的人表示了反感, 并对这些人施以惩罚;伊历212/公元827年,马蒙公然宣称阿里要优越于阿布伯克尔和欧麦尔公元833年,在理性学派穆尔太齐赖派的影响下,他发起了米哈奈运动,同时接受了什叶派对于古兰经是被某一时刻被创造出来的观点,而非逊尼派的古兰经与真主同在的核心观念.
然而,什叶派的主流信徒确认为马蒙要为阿里·里达818年中毒之死负责.在随后的权力斗争中, 其他阿拔斯的家族成员打算废黜马蒙并以他的叔叔易卜拉欣·伊本·马赫迪取而代之 因此，除掉阿里·里达是保住自己独一的、绝对的、不受反对的统治的唯一现实途径. 马蒙下令将阿里·里达葬在其父哈伦·拉希德的墓旁,在葬礼仪式上表现出极度的悲痛,并在该地停留了三天. 阿里·里达之子与后继人穆罕默德·塔基·贾瓦德直到马蒙833去世为止一直没有遭到哈里发的为难,生活不受拘束.哈里发召见贾瓦德到巴格达迎娶他的女儿乌姆尔·法德尔,而此举这显然引起了阿拔斯家族成员的强烈反对.根据雅库比的描述,马蒙给了贾瓦德十万枚迪拉姆银币,并对他说,"我愿意成为真主的使者,并成为阿里一脉的先祖之一."

### 哈里发
马蒙在位期的阿拉伯帝国在军事上已经开始走下坡路，各地纷纷独立，其霸权的范圍急速缩小。但马蒙以开明君主著称，推动学术发展，对后来的欧洲中世纪文艺复兴有很大的影响。
马蒙将其父在巴格达所建设的图书馆加以扩充，命名为「智慧馆」，使其官员朝臣能够从事古希腊学术研究与希腊文献之翻译，在推广希腊学术方面，「智慧馆」之功实不可没。马蒙又公认伊斯兰教思辨神学先驱「穆塔西拉」派的教义，并且下令放逐不遵从此一教义的司法官，设置专司调查的审问机关。更有甚者，他把阿拔斯王朝的黑旗改换成什叶派的绿旗，以示对什叶派的首任伊玛目、第四位正统哈里发阿里及其后裔的崇敬，争取什叶派穆斯林的支持。对于发扬正统派（逊尼派）信仰的阿拔斯王朝哈里发而言，马蒙可说是一个颇为异端的哈里发。